# Trustfall (Lied)
Trustfall (englisch für „Vertrauensfall“) ist ein Lied der US-amerikanischen Popsängerin Pink aus dem Jahr 2023.

## Entstehung und Veröffentlichung
Das Lied wurde von der Interpretin Alecia Moore selbst, zusammen mit den Koautoren Fred Gibson (Fred Again) und Johnny McDaid geschrieben beziehungsweise komponiert. Die beiden Koautoren zeichneten zudem auch für die Produktion verantwortlich.
Die Erstveröffentlichung von Trustfall erfolgte als Single am 27. Januar 2023 bei RCA Records. Diese erschien als Einzeltrack zum Download und Streaming (Katalognummer: 19658970264). Am 17. Februar 2023 erschien das Lied als Teil von Pinks neunten, gleichnamigen Studioalbums (Katalognummer: 19658772652), dessen dritte Singleauskopplung es ist. Darüber hinaus erschien am 31. März 2023 eine digitale 2-Track-Single (Katalognummer: 19658999772), mit Remixen von Drove und Sebastian Perez.

## Musikvideo
Das Musikvideo entstand unter der Regie von Georgia Hudson und zählte bis Januar 2025 über 86 Millionen Aufrufe auf der Videoplattform YouTube.

## Kommerzieller Erfolg

### Chartplatzierungen
| ChartsChartplatzierungen       | Höchstplatzierung | Wochen |
| ------------------------------ | ----------------- | ------ |
| Deutschland (GfK)              | 17 (38 Wo.)       | 38     |
| Österreich (Ö3)                | 12 (33 Wo.)       | 33     |
| Schweiz (IFPI)                 | 8 (30 Wo.)        | 30     |
| Vereinigte Staaten (Billboard) | 82 (4 Wo.)        | 4      |
| Vereinigtes Königreich (OCC)   | 14 (14 Wo.)       | 14     |

| ChartsJahrescharts (2023) | Platzierung |
| ------------------------- | ----------- |
| Deutschland (GfK)         | 38          |
| Österreich (Ö3)           | 36          |
| Schweiz (IFPI)            | 58          |

### Auszeichnungen für Musikverkäufe
| Land/Region                  | Auszeichnungen für Musikverkäufe (Land/Region, Auszeichnung, Verkäufe) | Verkäufe  |
| ---------------------------- | ---------------------------------------------------------------------- | --------- |
| Australien (ARIA)            | Gold                                                                   | 35.000    |
| Belgien (BRMA)               | Gold                                                                   | 20.000    |
| Deutschland (BVMI)           | Gold                                                                   | 300.000   |
| Frankreich (SNEP)            | Platin                                                                 | 200.000   |
| Kanada (MC)                  | Platin                                                                 | 80.000    |
| Neuseeland (RMNZ)            | Platin                                                                 | 30.000    |
| Polen (ZPAV)                 | 2× Platin                                                              | 100.000   |
| Schweiz (IFPI)               | Platin                                                                 | 20.000    |
| Ungarn (MAHASZ)              | Gold                                                                   | 2.000     |
| Vereinigtes Königreich (BPI) | Platin                                                                 | 600.000   |
| Insgesamt                    | 4× Gold · 7× Platin ·                                                  | 1.387.000 |

Hauptartikel: Pink (Musikerin)/Auszeichnungen für Musikverkäufe